# Ньїнгчі
Ньїнгчі (кит. спр. 林芝市, піньїнь: Línzhī Shì; тиб. ཉིང་ཁྲི་གྲོང་ཁྱེར།) — місто-округ в Тибетському автономному районі.

## Географія
Округ Ньїнгчі займає частину сходу Тибетського плато (регіон Кхам).
Межує на півдні з Індією (штат Аруначал-Прадеш), М'янмою (штат Качин) та провінцією Юньнань.

### Клімат
Місто знаходиться у зоні, котра характеризується континентальним субарктичним кліматом. Найтепліший місяць — липень із середньою температурою 15.6 °C (60 °F). Найхолодніший місяць — січень, із середньою температурою 0 °С (32 °F).
| Клімат Ньїнгчі          | Клімат Ньїнгчі | Клімат Ньїнгчі | Клімат Ньїнгчі | Клімат Ньїнгчі | Клімат Ньїнгчі | Клімат Ньїнгчі | Клімат Ньїнгчі | Клімат Ньїнгчі | Клімат Ньїнгчі | Клімат Ньїнгчі | Клімат Ньїнгчі | Клімат Ньїнгчі | Клімат Ньїнгчі |
| Показник                | Січ.           | Лют.           | Бер.           | Квіт.          | Трав.          | Черв.          | Лип.           | Серп.          | Вер.           | Жовт.          | Лист.          | Груд.          | Рік            |
| Середній максимум, °C   | 8              | 9              | 13             | 16             | 18             | 21             | 22             | 22             | 20             | 17             | 13             | 9              | 15             |
| Середня температура, °C | 0              | 2              | 6              | 9              | 12             | 15             | 16             | 15             | 14             | 10             | 5              | 2              | 8              |
| Середній мінімум, °C    | −5             | −2             | 0              | 3              | 6              | 10             | 11             | 10             | 9              | 4              | 0              | −4             | 3              |
| Норма опадів, мм        | 2              | 4              | 15             | 47             | 73             | 129            | 128            | 111            | 107            | 39             | 5              | 1              | 659            |
| ----------------------- | -------------- | -------------- | -------------- | -------------- | -------------- | -------------- | -------------- | -------------- | -------------- | -------------- | -------------- | -------------- | -------------- |
| Джерело: Weatherbase    |                |                |                |                |                |                |                |                |                |                |                |                |                |

## Адміністративний поділ
Префектура поділяється на 1 район, 1 місто та 5 повітів:
| Карта                                         | Карта        | Карта      | Карта            |
| --------------------------------------------- | ------------ | ---------- | ---------------- |
| Гонгбог'ямда Нанг Менлінг Баї Боме Медог Цзаю |              |            |                  |
| Статус                                        | Назва        | Оригінал   | Населення (2020) |
| Район                                         | Баї          | 巴宜区     | 84 254           |
| Місто                                         | Менлінг      | 米林市     | 26 176           |
| Повіт                                         | Боме         | 波密县     | 34 858           |
| Повіт                                         | Гонгбог'ямда | 工布江达县 | 32 874           |
| Повіт                                         | Медог        | 墨脱县     | 14 889           |
| Повіт                                         | Нанг         | 朗县       | 17 648           |
| Повіт                                         | Цзаю         | 察隅县     | 28 237           |